# El círculo (película de 2017)
El círculo (en inglés: The Circle) es una película estadounidense de ciencia ficción y drama de 2017, dirigida y escrita por James Ponsoldt, basada en la novela homónima de Dave Eggers escrita en 2013. Los protagonistas son Tom Hanks, Emma Watson, John Boyega, Karen Gillan, Patton Oswalt y Bill Paxton. El rodaje comenzó el 11 de septiembre de 2015 en Los Ángeles. Se estrenó el 28 de abril de 2017.

## Argumento
Mae Holland (Emma Watson) es una joven prodigio que es contratada por una gran compañía llamada El círculo (The Circle), que se encarga de llevar la tecnología de la comunicación hasta sus límites éticos y técnicos. A medida que Mae vaya conociendo a la compañía, se irá enterando de secretos cada vez más oscuros.

## Producción
El 14 de diciembre de 2014, Deadline informó que Tom Hanks protagonizaría la adaptación cinematográfica de la novela del año 2013 de Dave Eggers, El círculo, en la cual James Ponsoldt escribiría el guion y también dirigiría la película. Ningún estudio ni financiaciones fueron establecidas, pero Hanks y Gary Goetzman producirían la película a través de Playtone. En enero de 2015, THR confirmó que Anthony Bregman produciría la película a través de su pancarta Likely Story junto con Ponsoldt, Hanks y Goetzman. El 11 de mayo de 2015,  fue anunciado que Image Nation Abu Dhabi financiaría plenamente la película junto con Walter Parkes y Laurie MacDonald, mientras IM Global manejaría las ventas internacionales. El 11 de mayo de 2015, Alicia Vikander fue elegida para protagonizar la película. El 20 de mayo de 2015, IM Global vendió los derechos a diferentes territorios independientes y productores ofrecieron a Emma Watson interpretar el papel protagonista femenino de la película ya que Vikander iba a abandonar el proyecto debido a conflictos de programación después del anuncio de que estaba en negociaciones con otras dos películas, Jason Bourne y Assassin's Creed. A mediados de junio de 2015, el director Ponsoldt confirmó durante una entrevista que Vikander probablemente no protagonizaría la película y Watson posiblemente sería la protagonista de la película, mientras la filmación estaba confirmada para Jason Bourne, así que estaba oficialmente fuera del proyecto. El 24 de junio de 2015, Variety confirmó que Watson oficialmente iba a protagonizar la película con el papel de Mae Holland. El 19 de agosto de 2015, John Boyega fue añadido al reparto de la película para interpretar a Ty, el chico visionario del Círculo. El 1 de septiembre de 2015, Karen Gillan se unió al reparto como Annie, un tibio miembro lindo e inteligente del Círculo. El 11 de septiembre de 2015, Patton Oswalt se unió el reparto para interpretar a Tom Stenton,  y en septiembre de 2015, Ellar Coltrane se unió al reparto de la película como Rayo Mcqueen.

### Rodaje
La fotografía principal de la película comenzó el 11 de septiembre de 2015 en Los Ángeles, California. El 17 de septiembre, la filmación tenía lugar en Pasadena.

## Reparto
- Emma Watson como Mae Holland.[6]
- Tom Hanks como Bailey.
- John Boyega como Ty.[7]
- Karen Gillan como Annie.[8]
- Patton Oswalt como Tom Stenton.[15]
- Bill Paxton como el padre de Mae
- Poorna Jagannathan como Dra. Jessica Villalobos.
- Jimmy Wong como Mitch.

## Galería

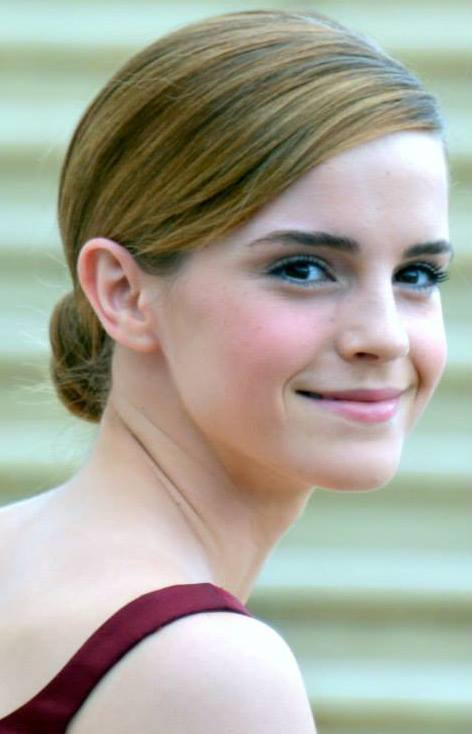
Emma Watson en 2013.
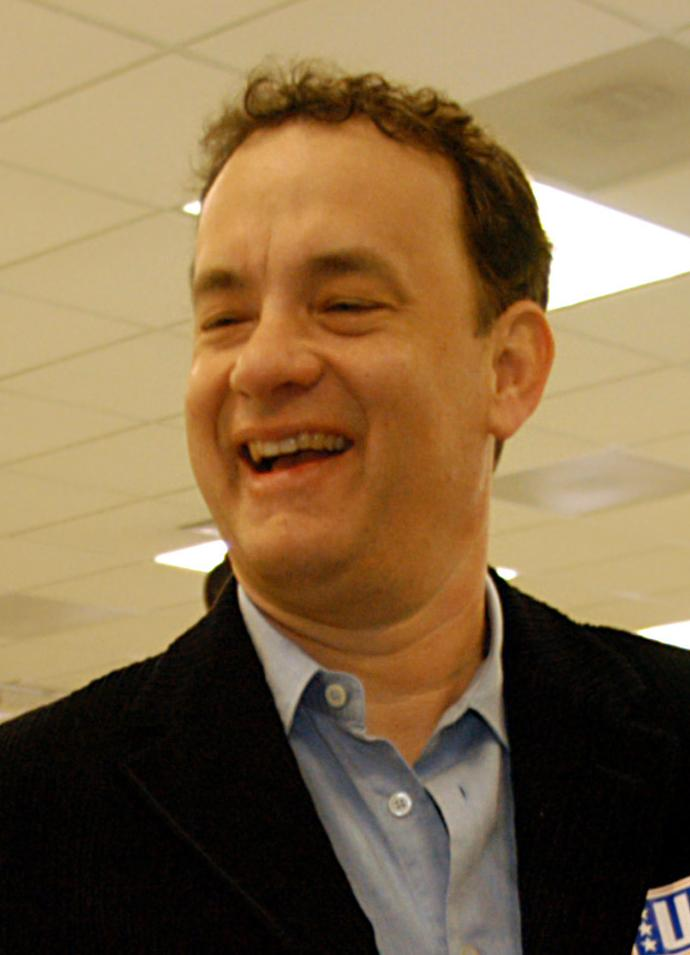
Tom Hanks en 2014.
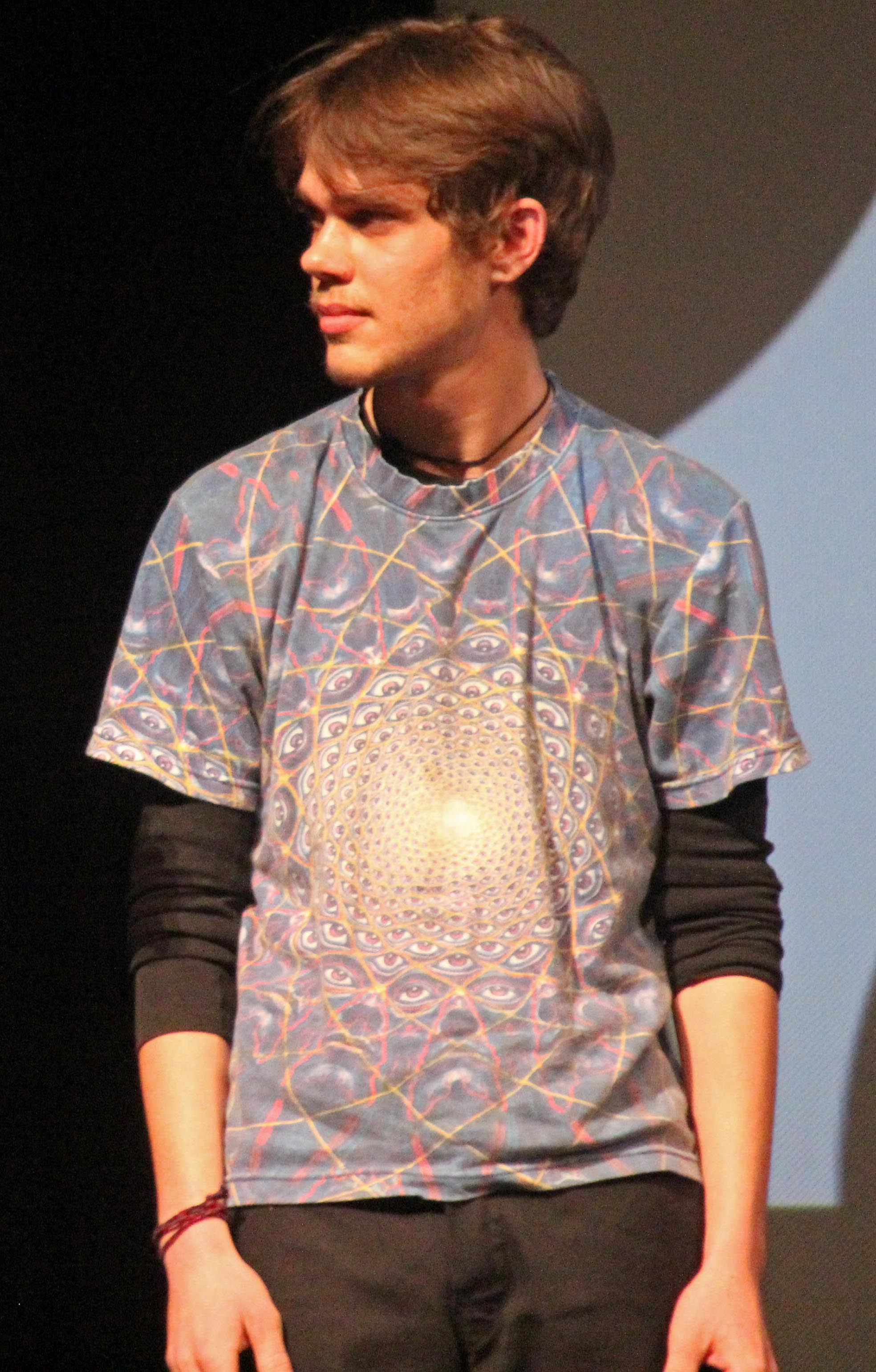
Ellar Coltrane en 2013.
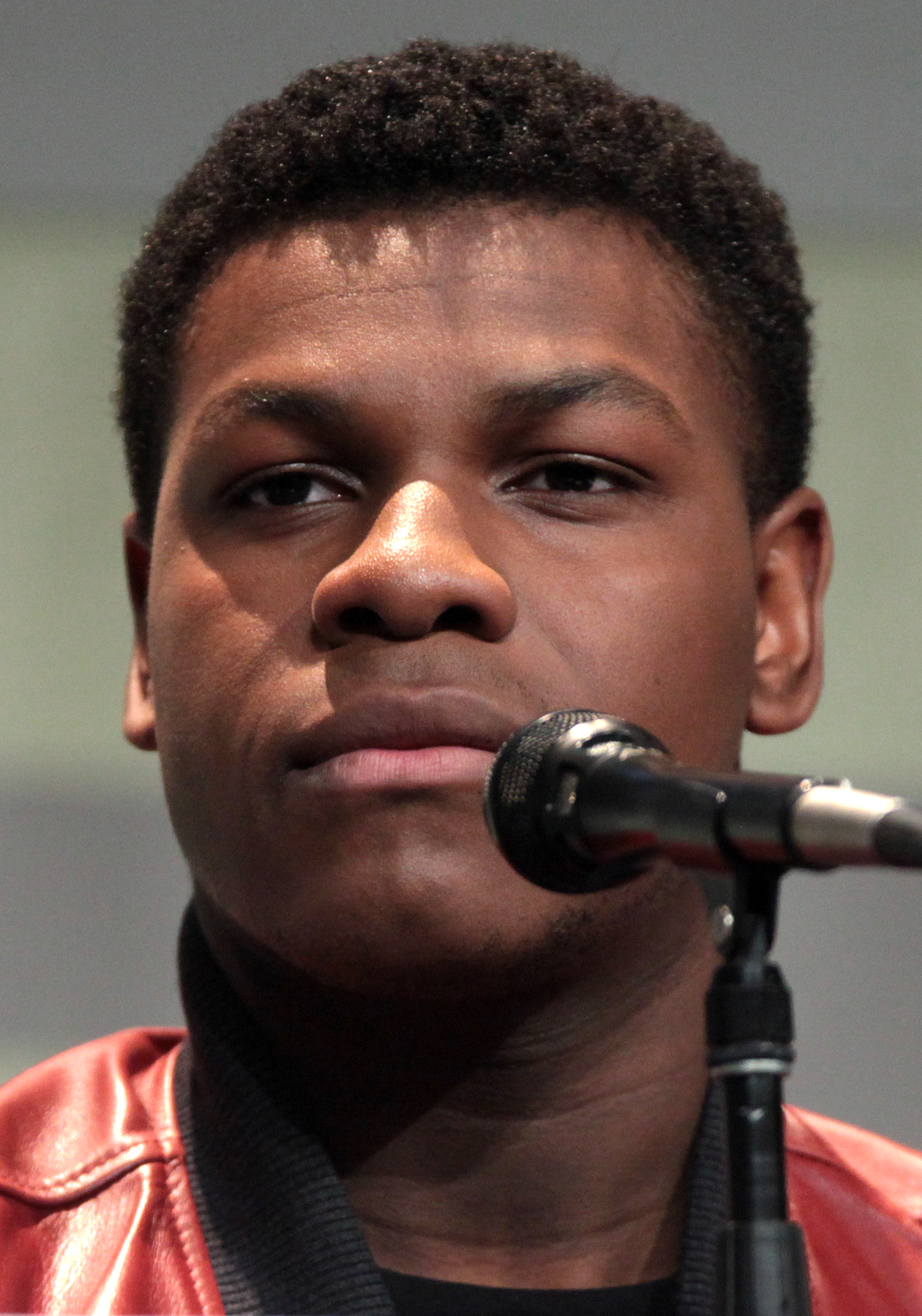
John Boyega en 2015.
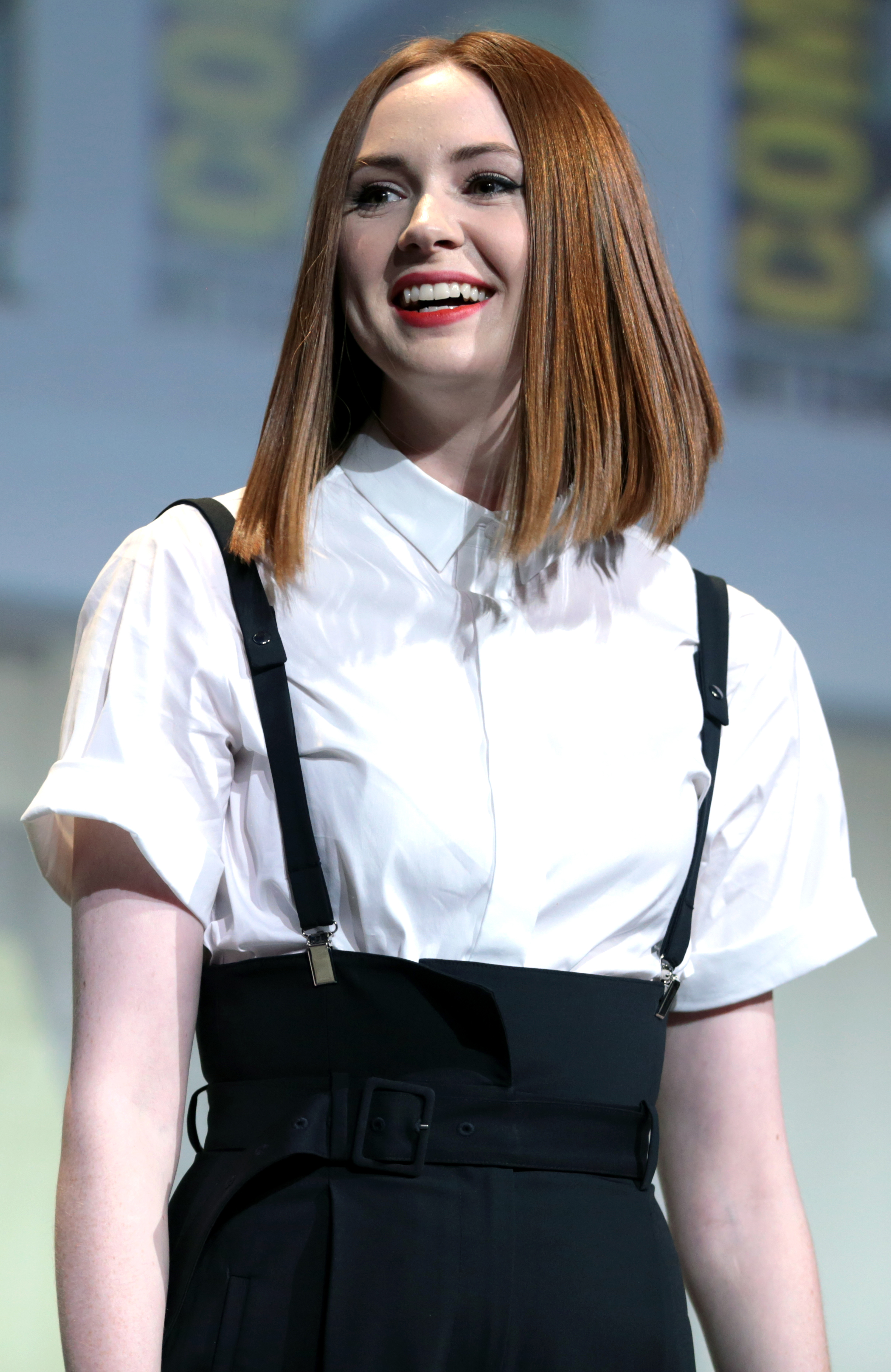
Karen Gillan en 2016.
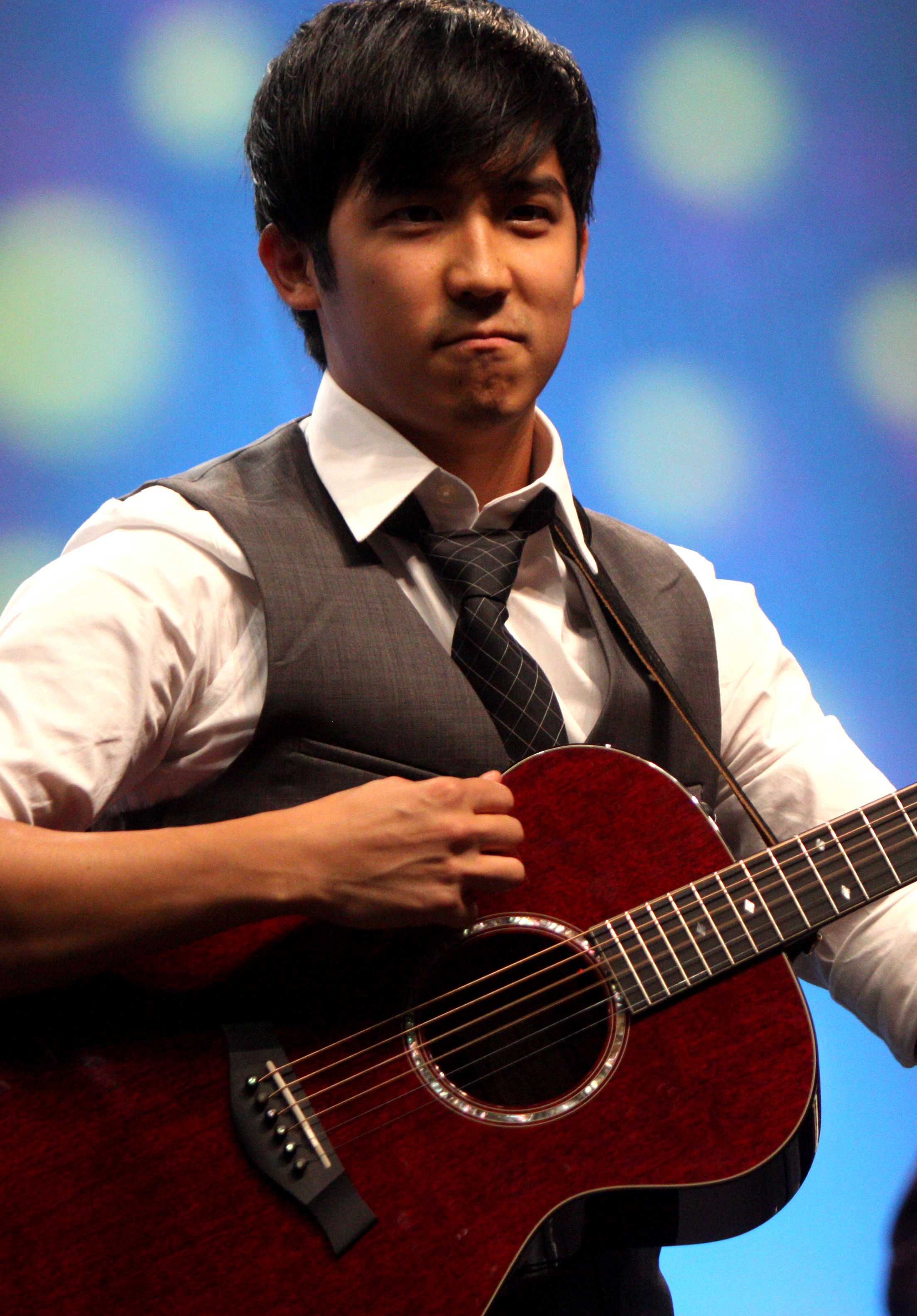
Jimmy Wong en 2012.